# Hartman Trader 18
Der Trader 18 ist ein Mehrzweck-Schwergutschiffstyp der niederländischen Reederei Global Seatrade in Urk.

## Geschichte
Der Schiffstyp wurde von Hartman Marine Shipbuilding in Zusammenarbeit mit Conoship International entwickelt. Gebaut wurden die Schiffe auf der Werft Hartman Marine Shipbuilding in Urk, die Rümpfe wurden von der polnischen Werft Partner Stocznia in Police zugeliefert.
Die Schiffe gehören zu den schnellsten Mehrzweck-Schwergutschiffen ihrer Größenklasse (Vermessung kleiner 3000 BRZ).
Das Typschiff Deo Volente wurde 2007 mit dem „Ship of the Year Award“ der Koninklijke Nederlandse Vereniging van Technici op Scheepvaartgebied (KNVTS) ausgezeichnet.

## Beschreibung
Die Schiffe werden von einem Viertakt-Achtzylinder-Dieselmotor des Motorenherstellers Wärtsilä (Typ: 8L32) mit 3680 kW Leistung angetrieben. Der Motor wirkt über ein Untersetzungsgetriebe auf einen Verstellpropeller.
Für die Stromerzeugung stehen ein vom Hauptmotor mit 520 kW Leistung angetriebener Wellengenerator sowie zwei von Dieselmotoren mit jeweils 348 kW Leistung angetriebene Generatoren zur Verfügung. Außerdem wurde ein von einem Dieselmotor mit 96 kW Leistung angetriebener Notgenerator verbaut. Die Deo Volente ist mit einem mit 290 kW Leistung angetriebenen Bugstrahlruder ausgestattet. Die Nachfolgebauten sind mit zwei Querstrahlsteueranlagen ausgestattet, eine im Bug- und eine im Heckbereich, die mit 300 bzw. 250 kW Leistung angetrieben werden.
Die Schiffe verfügen über einen mit zehn Stapellukendeckeln verschlossenen Laderaum. Die Lukendeckel können mit einem Lukenwagen bewegt werden. Der Laderaum ist im Oberraum 63,6 m lang und 11,5 m breit. Im mittleren Bereich des Laderaums befindet sich ein 31,5 m langer und 11,0 m breiter Unterraum. Der Laderaum ist hier 8,15 m hoch. Der Unterraum kann durch ein Zwischendeck verschlossen werden. Die Zwischendeckspanele können auch als Schotten zur horizontalen Unterteilung des Laderaums genutzt werden. Der boxenförmige Laderaum verjüngt sich im vorderen Bereich auf 13,85 m Länge von 11,5 auf 6,2 m Breite.
Im Unterraum steht auf der Tankdecke eine Fläche von 345 m² zur Verfügung. Im Oberraum einschließlich Zwischendeck stehen 694 m² Fläche zur Verfügung. Die Kapazität des Laderaums beträgt 4395 m³. Die Tankdecke im Unterraum kann mit 15 t/m² belastet werden. Im Oberraum kann der Boden mit 12 t/m² und das Zwischendeck mit 3,25 t/m² belastet werden. Die Lukendeckel können mit 3,4 t/m² belastet werden.
Für den Ladungsumschlag sind die Schiffe auf der Steuerbordseite mit zwei Liebherr-Kranen ausgestattet. Die Krane können jeweils 120 t bzw. kombiniert 240 t heben.
Die Schiffe sind für den Transport von Containern vorbereitet. Die Containerkapazität beträgt 236 TEU. Davon können 73 TEU im Raum und 163 TEU an Deck geladen werden.
Das Deckshaus befindet sich im hinteren Bereich der Schiffe. Hier sind auf insgesamt fünf Decks (einschließlich Hauptdeck) unter anderem die Einrichtungen für die Schiffsbesatzung und verschiedene Betriebs- und Lagerräume untergebracht. Insgesamt können vierzehn Besatzungsmitglieder untergebracht werden. Auf dem obersten Deck befindet sich die Brücke. Am Heck befindet sich auf der Backbordseite ein Freifallrettungsboot.
Der Rumpf der Schiffe ist eisverstärkt.

## Schiffe
| Hartmann Trader 18 | Hartmann Trader 18 | Hartmann Trader 18 | Hartmann Trader 18           |
| Bauname            | Baunummer          | IMO- Nummer        | Stapellauf Ablieferung       |
| ------------------ | ------------------ | ------------------ | ---------------------------- |
| Deo Volente        | 001                | 9391658            | Juli 2006 2. Dezember 2006   |
| Eendracht          | 002                | 9512783            | Mai 2009 14. Oktober 2009    |
| Pacific Dawn       | 003                | 9558464            | 24. September 2010           |
| Atlantic           | 004                | 9573634            | Januar 2010 7. November 2011 |

Die Schiffe fahren unter der Flagge der Niederlande, Heimathafen ist Urk.
Die Deo Volente wird von der niederländischen Reederei Amasus Shipping befrachtet, die anderen drei Einheiten fahren für die dänische Reederei Ocean7 Projects.